# Adolf Endler
Adolf Endler (Düsseldorf, 20 de septiembre de 1930-Berlín, 2 de agosto de 2009) fue un escritor alemán.

## Vida
Después de abandonar su formación como librero trabajó en el transporte y como operador de grúas. Debido a su actividad en movimientos pacifistas fue acusado de «peligro para el estado», por lo que emigró a la República Democrática Alemana (RDA). Entre 1955 y 1957 estudió en el Deutsches Literaturinstitut Leipzig y luego comenzó a vivir como escritor independiente. Se le consideraba un representarte de la Sächsische Dichterschule, escuela influida por Georg Maurer.
Entre los años 1967 y 1978 estuvo casado con la escritora y traductora Elke Erb. 
Después de las protestas por el destierro de Wolf Biermann en 1976 y por la condena de Stefan Heym por delito en materia de divisas, fue expulsado de la Deutscher Schriftstellerverband.
Escribió en la década de 1980 para distintas revistas clandestinas de Berlín. Entre 1991 y 1998 dirigió junto a su mujer, Brigitte Schreier-Endler, las lecturas «Orplid & Co» en el café Clara en Mitte.
Desde el año 2005 fue miembro de la Academia Alemana de la Lengua y la Poesía. En el año 2010 se publicó un volumen póstumo titulado Dies Sirren donde se recogen conversaciones del autor con Renatus Deckert sobre su vida y sus escritos.
Su hijo Julius Endler es un rapero conocido como Hiob y su hijo Konrad Endler es un escritor.

## Distinciones
- 1978 Literatur-Förderpreis zum Kunstpreis der Akademie der Künste West-Berlin
- 1990 Premio Heinrich Mann[4]
- 1994 Brandenburgischer Literaturpreis
- 1995 Kritikerpreis der SWF-Bestenliste
- 1995 Brüder-Grimm-Preis der Stadt Hanau
- 1996 Medalla Rahel Varnhagen von Ense
- 1998 Ehrengabe der Deutschen Schillerstiftung
- 2000 Premio Peter Huchel
- 2000 Literaturpreis der Stadt Bremen
- 2001 Orden del Mérito de la República Federal de Alemania, clase 1
- 2003 Premio Hans Erich Nossack
- 2008 Premio Rainer Malkowski

## Obra
- Erwacht ohne Furcht (1960)
- Weg in die Wische (1960)
- Die Kinder der Nibelungen. Gedichte (1964)
- Prólogo de In diesem besseren Land. Gedichte der Deutschen Demokratischen Republik seit 1945. Ausgewählt, zusammengestellt und mit einem Vorwort versehen von Adolf Endler und Karl Mickel (1966)
- Das Sandkorn. Gedichte (1974)
- Nackt mit Brille. Gedichte (1975)
- Das Sandkorn. Gedichte (1976)
- Zwei Versuche, über Georgien zu erzählen (1976)
- Verwirrte klare Botschaften. Gedichte (1979)
- Nadelkissen. Aus den Notizzetteln Bobbi Bergermanns. Im Auftrag der geschiedenen Witwe herausgegeben von Adolf Endler. Mit 10 sechsfarbigen Original Linolschnitten von Wolfgang Jörg und Erich Schönig (1979)
- Akte Endler. Gedichte aus 25 Jahren (1981)
- Ohne Nennung von Gründen. Vermischtes aus dem poetischen Werk des Bobbi „Bumke“ Bergermann (1985)
- Schichtenflotz. Papiere aus dem Seesack eines Hundertjährigen (1987)
- Nächtlicher Besucher, in seine Schranken gewiesen. Eine Fortsetzungszüchtigung (1989)
- Vorbildlich schleimlösend. Nachrichten aus einer Hauptstadt 1972–2008 (1990)
- Den Tiger reiten. Aufsätze, Polemiken und Notizen zur Lyrik der DDR (1990)
- Die Antwort des Poeten. Roman (1992)
- Tarzan am Prenzlauer Berg. Sudelblätter 1981–1993 (1994)
- Warnung vor Utah (1996)
- Der Pudding der Apokalypse. Gedichte 1963–1998 (1999)
- Trotzes halber (1999)
- Das Greisenalter, voilà (2001)
- Schweigen Schreiben Reden Schweigen. Reden 1995–2001 (2003)
- Uns überholte der Zugvögelzug. Alte und neue Gedichte (2004)
- Nebbich. Eine deutsche Karriere (2005)
- Krähenüberkrächzte Rolltreppe. Neunundsiebzig kurze Gedichte aus einem halben Jahrhundert (2007)
- Nächtlicher Besucher, in seine Schranken gewiesen. Eine Fortsetzungs-Züchtigung (2008)
- Dies Sirren. Gespräche mit Renatus Deckert (2010)

## Editor
- Jahrbuch der Lyrik (2001)